# ليلى كيلاني
ليلى كيلاني (1970 - ) هي مغربية وكاتبة سيناريو ومنتجة. عملت كيلاني في أفلام مثل أماكننا الممنوعة في عام(2008)و زاد الملقا في عام (2003)، وأخرجت الفيلم الروائي على الحافة في عام(2011). ولدت الكيلاني في مدينة الدار البيضاء الكبيرة في الجزء الشمالي من إفريقيا.
غالبًا ما تتحدث أفلام الكيلاني عن الطبيعة السياسية والاجتماعية والاقتصادية لأماكن مختلفة، وغالبًا ما يتم عرضها في بلدها الأم. صورت أفلامها الوثائقية العديد من القضايا التي تواجهها بعض المناطق المتضررة في المغرب وتتناول أيضًا الظروف المعيشية الصعبة.

## تعليمها وحياتها المبكرة
درست ليلى كيلاني تاريخ وحضارة البحر المتوسط في باريس وحصلت على درجة الماجستير في كلية الدراسات المتقدمة في العلوم الاجتماعية. خلال أواخر التسعينيات إلى أوائل 2000، أصبحت الكيلاني صحفية مستقلة ونشرت فيلمها الوثائقي "طنجة، حلم الشعلات (2002)، قصة المهاجرين الشباب، والتكيف مع الحياة في طنجة، المغرب. واصلت الكيلاني لاحقًا إنتاج المزيد من الأفلام الوثائقية قبل إخراج أول فيلم روائي طويل لها في عام 2011.

## روابط خارجية
- ليلى كيلاني على موقع IMDb (الإنجليزية)
- ليلى كيلاني على موقع ألو سيني (الفرنسية)
- ليلى كيلاني على موقع أول موفي (الإنجليزية)
- ليلى كيلاني على موقع قاعدة بيانات الفيلم (الإنجليزية)